# Distretto di San Rafael (Huánuco)
Il distretto di San Rafael è uno degli otto distretti della provincia di Ambo, in Perù. Si trova nella regione di Huánuco e si estende su una superficie di 443.63 chilometri quadrati.